# Richmond County Courthouse (Staten Island)
Le palais de justice du comté de Richmond est un palais de justice municipal construit en 1919 et situé dans le centre civique de St. George à Staten Island, à New York. Le palais de justice de style néoclassique est situé sur Richmond Terrace, à côté du Borough Hall de Staten Island et en face du terminal St. George du ferry de Staten Island. Il dessert le comté de Richmond, qui est coextensif avec l'arrondissement de Staten Island.
Le tribunal de substitution du comté de Richmond est situé dans le bâtiment . Le bâtiment abrite également les parties matrimoniales de la Cour suprême de New York du 13e district judiciaire de l'État. Il abritait d'autres parties civiles et les parties pénales de ce tribunal, ainsi que le bureau de son juge administratif, jusqu'à ce qu'ils déménagent dans un nouveau palais de justice au 26, avenue Central, à proximité, qui a ouvert ses portes le 28 septembre 2015 . Le bâtiment est un Monument protégé de New York  et figure sur le registre national des lieux historiques.

## Histoire
La construction du palais de justice du comté de Richmond a commencé le 27 décembre 1913, mais a été retardée par l'avènement de la Première Guerre mondiale. Le bâtiment a finalement ouvert ses portes en novembre 1919, pour remplacer le palais de justice du troisième comté de 1837 à plusieurs kilomètres de là .
En 1919, le bâtiment abritait un juge de la Cour suprême et un substitut qui agissait également comme juge du tribunal de la ville, ainsi que le greffier du comté et le procureur de district. Les archives du comté ont été placées dans le bâtiment et une bibliothèque de droit a été créée l'année suivante. Le procureur de district a déménagé en 1979. Le greffier du comté, avec les documents du comté, a déménagé de l'autre côté de la rue au 130 Stuyvesant Place en 1999, suivi par la bibliothèque de droit en 2000  . La Cour suprême, à l'exception des parties matrimoniales, a déménagé dans le nouveau cinquième palais de justice du comté fin 2015 .

## Conception
Conçu par le cabinet d'architectes réputé Carrère and Hastings (en), qui avait auparavant conçu le quartier voisin de l'arrondissement de 1906, le style architectural du bâtiment a été diversement décrit comme néoclassique d'inspiration romaine  ou néo-Renaissance avec un portique néo-grec  . Le bâtiment en forme de L est construit sur une colline en pente vers le haut depuis le port et partage le bloc avec la mairie d'arrondissement, dont il est séparé sur sa façade ou côté port par un jardin à la française. Un large escalier mène de Richmond Terrace à un fronton avant du temple soutenu par six grandes colonnes corinthiennes .

## Voir également
- Liste des monuments désignés de New York à Staten Island
- Liste du Registre national des lieux historiques dans le comté de Richmond, New York